# دارخزک انگشت‌کوتاه

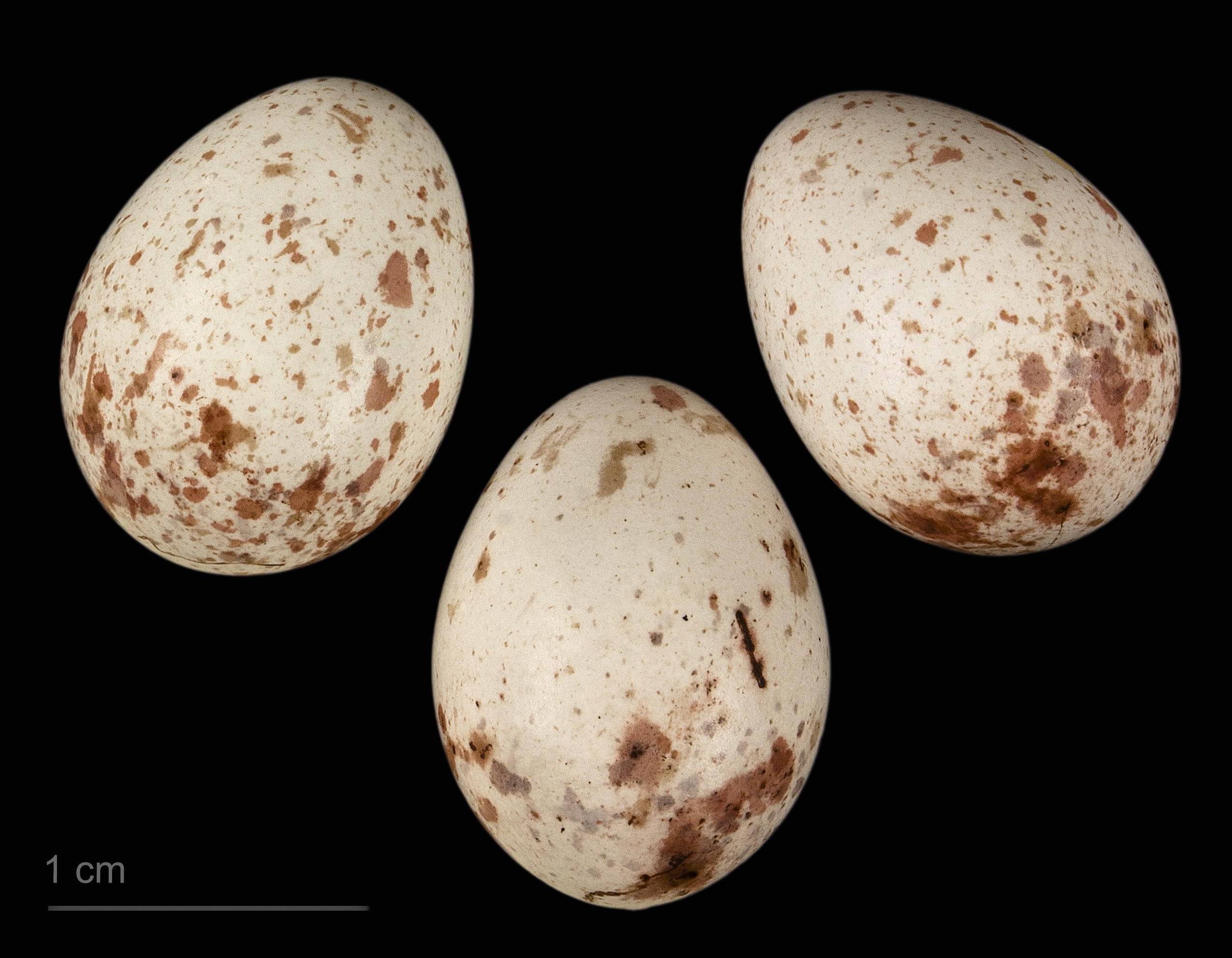
Certhia brachydactyla megarhyncha

دارخزک انگشت‌کوتاه (نام علمی: Certhia brachydactyla) نام یک گونه از سرده دارخزک‌ها است.